# Андрей Бурке
Андрей Андоні Бурке (рум. Andrei Andonie Burcă, нар. 15 квітня 1993, Бакеу, Румунія) — румунський футболіст, захисник клубу ЧФР «Клуж» та національної збірної Румунії.

## Ігрова кар'єра

### Клубна
Андрей Бурке є вихованцем футболу свого рідного міста Бакеу. З 2001 року він займався футболом у футбольній школі місцевого клубу «Бакеу». Де пізніше грав у молодіжній команді. На дорослому рівні Бурке продовжив грати у клубах міста Бакеу нижчих ліг. Коли у 2013 році Гласс Бакеу був змушений ліквідуватися через фінансові негаразди, Бурке хотів завершувати футбольну кар'єру і вступити до коледжу. Але отримав запрошення від клубу румунської Ліги 1 «Ботошані» і залишився у футболі.
У клубі футболіст провів три сезони і влітку 2019 року перейшов до складу ЧФР «Клуж», з яким вже в першому сезоні виграв свій перший трофей у футболі — титул чемпіона країни. Також у складі ЧФР Бурке дебютував на міжнародному рівні у матчах єврокубків.

### Збірна
У вересні 2020 року у матчі Ліги націй проти команди Австрії Адріан Бурке дебютував у складі національної збірної Румунії.

## Титули
ЧФР «Клуж»
 Чемпіон Румунії (3): 2019/20, 2020/21, 2021/22
 Переможець Суперкубка Румунії: 2020